# Carlos Álvarez (zapaśnik)
Carlos Alberto Álvarez (ur. 19 lipca 1968) – kolumbijski zapaśnik walczący w stylu wolnym. Zajął czwarte miejsce w mistrzostwach panamerykańskich w 1989. Zdobył srebrny medal na igrzyskach boliwaryjskich w 1989. Wrócił po 24 latach do reprezentacji i zdobył brązowy medal na mistrzostwach Ameryki Południowej w 2014 roku.